# Peter Gray
Peter Gray FRS (Newport, 25 de agosto de 1926 — 7 de junho de 2012) foi um químico britânico.
Foi professor de físico-química na Universidade de Leeds e diretor do Gonville and Caius College.

## Publicações
- Gray, P.; Scott, S. K. (12 de maio de 1994), Chemical Oscillations and Instabilities Non-linear Chemical Kinetics, Clarendon Press